# Herrénhandtasche
Herrénhandtasche è il quarto album studio del gruppo pop punk tedesco WIZO, pubblicato il 1º settembre 1995.

## Tracce
1. Hello - 0:19
2. 9247 - 3:15
3. Poupée de cire (Serge Gainsbourg) - 2:27
4. Quadrat im Kreis - 3:27
5. Cruising - 2:16
6. Anrufbeantworter - 0:27
7. Herrénhandtasche - 4:32
8. Closet - 2:42
9. Brief/Telefon/Tür - 4:06
10. Do You Remember Me - 2:21

## Crediti[2]
- Axel Kurth - voce, chitarra, mastering
- Jörn Genserowski - basso
- Charly - batteria
- Achim Köhler - mastering
- Falk Gruber - missaggio
- Steffi Freibad - artwork
- Onkel Frank Roy - fotografia
- Wolle Bock - fotografia